# كارلوس دي لا غيرا
كارلوس دي لا غيرا (28 يونيو 1912) (بالإسبانية: Carlos de la Guerra)‏ رياضي من البيرو شارك في دورة الألعاب الأولمبية الصيفية سنة 1936 في برلين في رياضة الوثب الطويل للرجال. 

## وصلات خارجية
- كارلوس دي لا غيرا على موقع اللجنة الأولمبية الدولية (الإنجليزية)
- كارلوس دي لا غيرا على موقع أوليمبيديا (الإنجليزية)